# Castelinho de Pirituba

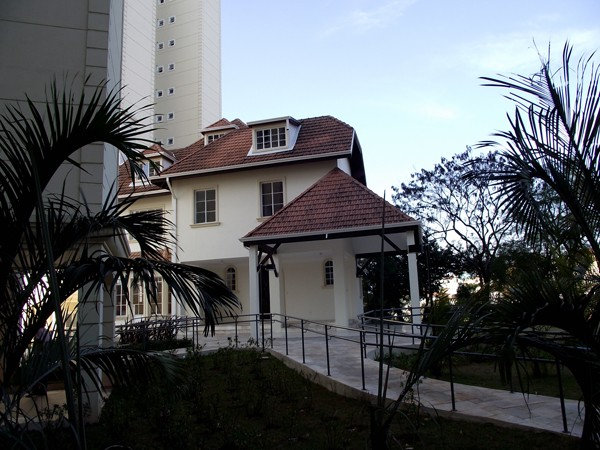
Castelinho de Pirituba

O Castelinho de Pirituba, também conhecido como Castelinho dos Ingleses, é um imóvel localizado no distrito de Pirituba, zona noroeste da cidade de São Paulo. Construída em 1934, a residência pertenceu, originalmente, a um funcionário inglês da São Paulo Railway Company. A empresa foi a primeira ferrovia do estado de São Paulo, ligando as cidades do planalto paulista ao litoral. Hoje, a casa é cercada por um condomínio fechado de prédios e funciona como um salão de festas. Embora seja um patrimônio histórico do bairro, o acesso ao local não é aberto ao público geral, ficando restrito a moradores e convidados.
Em 2014 o monumento foi tombado pelo Conselho de Defesa do Patrimônio Histórico, Artístico, Arquitetônico e Turístico (CONDEPHAAT), e em 2017, pelo Conselho Municipal de Preservação do Patrimônio Histórico, Cultural e Ambiental da Cidade de São Paulo (CONPRESP).

## O castelinho
A casa, que mais tarde receberia o nome de Castelinho de Pirituba, foi construída em 1934, na Vila Inglesa, em Pirituba. Sua principal função era abrigar funcionários ingleses da São Paulo Railway Company que trabalhavam na construção da estação de trem próxima do local. Um desses funcionários, Charles Thomas Chapman, comprou o terreno em 1935. O imóvel foi feito a partir de um projeto do engenheiro americano Jonas Paul Urner, e inspirado nos ideários arquitetônicos de William Morris e Philip Webb. Os dois arquitetos criticavam o processo de industrialização, valorizando as antigas construções e se afastando de estruturas feitas de ferro, vidro e objetos produzidos por máquinas. A casa foi construída com paredes feitas com tijolo de barro, e, em seu interior, havia uma forte presença da madeira nos pisos superiores e em vários outros elementos.
Nas décadas de 70 e 80, o local pertencia a proprietários particulares e era alugado para festas. Em 1998, a construtora Cozman comprou o terreno ao redor da casa. Com a ideia da construtora de fazer um condomínio residencial, moradores do bairro pediram, em 1999, a abertura de um processo de tombamento para o imóvel. A abertura do processo aconteceu em 2000 pelo CONDEPHAAT. Inicialmente, por conta da pressão da população, a construtora pensou em desistir de um condomínio e falou que iria transformar o local em um centro cultural. No entanto, em 2008, a construção de dois prédios no terreno do Castelinho foi iniciada, sendo um terceiro impedido apenas pelo processo de tombamento da CONPRESP em andamento na época. No entanto, tanto o CONDEPHAAT quanto o CONPRESP autorizaram a construção das duas torres existentes, já que o bem foi preservado, restaurado e não feriu as diretrizes de preservação.
Apesar de ser um imóvel pequeno, sem um grande elemento ou significado arquitetônico, o Castelinho obteve um grande interesse dos moradores de Pirituba, que se mobilizaram ativamente, junto de associações locais, para que ele fosse preservado. Hoje o monumento está localizado dentro do condomínio de prédios residenciais "Torres do Castelo", na rua Maestro Arturo de Angelis.

## Tombamento
O Castelinho foi tombado pelo CONDEPHAAT pela Resolução SC 104, de 27 de outubro de 2014. A Resolução considera, entre outras coisas, ser uma construção com expressiva qualidade arquitetônica, que desperta um interesse paisagístico, afetivo e cultural na população. Entre as determinações estão que qualquer intervenção no imóvel deve ser analisada pelo CONDEPHAAT; que os projetos envolvendo-o devem preservar seus materiais e cores originais; que a vista do Castelinho da Avenida Raimundo Pereira Magalhães deve ser mantida; e que os imóveis ao seu entorno devem seguir regras determinadas em suas construções.
No CONPRESP, o bem foi tombado pela Resolução 19, de 31 de agosto de 2017. O Conselho Municipal leva em conta, para o tombamento, além dos fatores já descritos pelo CONDEPHAAT, que o monumento configura um bem material que representa a influência da ferrovia para a urbanização da região.
Em ambos os órgãos, o processo de tombamento prevê que, mantendo suas características históricas, não é obrigatório que o imóvel tombado seja aberto à visitações.

## São Paulo Railway Company
A São Paulo Railway Company foi a primeira ferrovia de São Paulo, e a segunda no Brasil, atrás da Estrada de Ferro Mauá. Sua construção teve início em 1860, com financiamento estrangeiro, já que a empresa era originalmente inglesa. A idealização da ferrovia aconteceu, principalmente, por conta de uma demanda de paulistas que buscavam transportes para levar suas plantações de café aos portos do litoral paulista. Apesar das dificuldades técnicas, ela foi inaugurada em 1867, com uma linha de 139 quilômetros. A partir daí, se tornou a principal ligação entre o planalto (Jundiaí) e o litoral paulista (Santos), passando, além da cidade de São Paulo, pelos municípios de Cubatão, Santo André, Rio Grande da Serra, Ribeirão Pires, Mauá e São Caetano do Sul. Em 1946, o governo brasileiro assumiu a empresa, passando a chamá-la de Estrada de Ferro Santos-Jundiaí. A ferrovia passou a fazer parte, em 1957, da Rede Ferroviária Federal da Sociedade Anônima (RFFSA), e foi desativada na década de 80.